# 2024年阿布哈茲抗議
2024年11月11日，獲得部分承認的阿布哈茲共和國爆發抗議活動，起因是當局逮捕5名反對與俄羅斯簽署投資協議的反對派成員。抗議者封鎖首都蘇呼米的街道，並試圖闖入阿布哈茲國家安全局辦公樓，要求立即釋放被捕人員。儘管11月12日這些人士獲釋，抗議並未平息，11月15日甚至進一步升級——示威者闖入阿布哈茲人民議會、政府和總統府，要求阿布哈茲總統阿斯蘭·布扎尼亞及其內閣下台。政府隨後撤至塔米希村，經過4天的談判，布扎尼亞最終宣佈辭職，阿布哈茲副總統巴德拉·貢巴接任代理總統。
反對派強調，此次抗議並非針對阿布哈茲與俄羅斯的關係，但批評布扎尼亞「利用雙邊關係為個人私利服務，並以此鞏固其政權。」

## 背景

### 投資協議
2024年10月30日，俄羅斯經濟發展部部長馬克西姆·列舍特尼科夫與阿布哈茲副總理克里斯蒂娜·奧茲甘簽署一項協議，允許俄羅斯公司在阿布哈茲開展投資項目。根據協議，俄羅斯投資者將享有多項優惠政策，包括暫時免除關稅、財產稅和利潤稅，增值稅稅率降至5%（僅為標準稅率的一半）等。該協議要求投資項目最低金額為20億盧布，是自2020年啟動的俄羅斯與阿布哈茲法律協調計劃的一部分。
阿布哈茲反對派批評該協議，認為應該「捍衛阿布哈茲的國家利益及其自然資源和財富」，並指責布扎尼亞利用該協議謀取私利。反對者還強調，這項協議對阿布哈茲 並無實際益處。反對派政治人物阿德古爾·阿爾津巴在反對該協議的新聞發佈會上表示：「這份協議實質是讓外國寡頭最多免稅25年……我們為什麼需要這些在未來25年內無法為國庫帶來任何收益的投資項目？」與此同時，阿布哈茲政府則認為該協議能促進當地經濟發展。

### 反對派人士被拘事件
2024年11月11日，阿布哈茲人民議會通過一項法案，規範國內多功能綜合設施的地位，內容與近期簽署的投資協議相關。
當晚，4人被安全部隊拘留。據塔斯社報導指，被拘者包括前議員加里·科卡亞、阿爾馬斯汗·阿爾津巴、拉馬茲·約普阿，以及反對派人士奧馬爾·斯米爾。反對派「阿布哈茲民族團結論壇」黨主席阿斯蘭·巴爾齊茨則表示，實際上共有5名反對派人士被捕。他指出：「他們剛參加完古達烏塔區的公開會議，會議主題為近期簽署的俄阿投資協議，返回途中即遭拘留。」他批評此舉是「基於政治動機的迫害」。
然而，支持政府的Telegram頻道「AMRA-life」及阿布哈茲總檢察院聲稱，被捕者曾參與一宗議會大樓附近的暴力事件，期間議員阿爾馬斯·阿卡巴遭毆打。此外，這些反對派成員還在古達烏塔地區呼籲以暴力手段推翻政府。
此次拘捕行動有超過10名安全人員參與，反對派譴責這是「非法且過度的暴力執法」。據阿布哈茲Telegram頻道「Respublika」報導，被捕者的親屬未被允許探視，外界也無法得知他們的具體情況。

## 抗議

### 11月11日－12日
11月11日晚，抗議者聚集在阿布哈茲國家安全局大樓前，要求立即釋放被拘留的活動人士。同時，其他抗議團體封鎖蘇呼米的中央公路及三座主要出口橋樑，包括科多里橋、上古米斯塔橋和下古米斯塔橋。期間，抗議者與國家安全局官員爆發多次衝突，他們試圖撞開大門並闖入國家安全局設施。總統官邸附近也部署軍事裝備以應對局勢。
在道路封鎖及試圖闖入國家安全局事件發生後，總統布扎尼亞召開緊急安全委員會會議。安全委員會秘書勞爾·洛魯亞指責反對派的行動「帶有犯罪性質」，而國家安全局局長德米特里·庫丘貝裡亞則將其定性為「大規模騷亂」。
深夜時，多數抗議者轉移至自由廣場集結。反對派宣佈，計劃於11月15日在議會大樓附近舉行反對投資協議批准的示威活動。
12日上午，議員別斯蘭·埃穆爾克巴與奧恰姆奇拉區區長別斯蘭·比格瓦瓦與抗議者達成協議，承諾協助釋放被拘留的反對派人士後，科多里橋短暫恢復通行。然而，根據俄新社報導，橋樑後來又被重新封鎖。在與抗議者的談判中，阿布哈茲公共議會成員索克拉特·金喬利亞表示，政府願意釋放所有被拘留的反對派人士，但條件是抗議者解除橋樑封鎖。
12日下午，5名反對派活動人士全部被釋放。此前，蘇呼米市法院針對三名被拘者（科卡亞、阿爾津巴和約普阿）的指控已裁定無法成立，終止案件審理，而斯米爾和格瓦拉米亞的案件材料未提交法院。另有反對派要求釋放的前議員鄧吉茲·阿格爾巴（於11月9日被捕）亦一併獲釋。隨著拘留者的釋放，橋樑全面解封，恢復正常交通。

### 11月15日
11月15日上午，數百名抗議者聚集在議會大樓前，當時議員原計劃審議投資協議的批准案。抗議者手持阿布哈茲國旗和俄羅斯國旗，表示這是「友誼與支持兩國關係的象徵」。反對派也強調，他們的行動並非針對俄阿關係。根據Respublica報導，參與人數達到數千人。
反對派領袖、阿布哈茲人民運動主席阿德古爾·阿爾津巴表示，有議員要求議會議長撤下有關投資協議的議題。他呼籲政府「暫緩所有可能分裂民眾的議題，直至2025年總統選舉」，並警告若政府置之不理，後果將由總統布扎尼亞及其幕僚承擔。
議會最終未通過當天的議程，議長拉沙·阿舒巴宣佈會議取消，整個過程僅持續了不到10分鐘。然而，抗議者對此不滿，要求重新召開會議並否決投資協議。隨後，他們進一步提出總統布扎尼亞下台的訴求。議會大樓外，抗議者與警方爆發衝突，並發生肢體衝突。抗議者向警察投擲雞蛋，推倒圍欄並闖入議會區域。警方則動用催淚瓦斯和煙霧彈試圖驅散人群，甚至出動消防車封鎖道路。一些警察被報倒戈加入抗議陣營。
期間，議會周邊傳出槍聲。蘇呼米急救中心的負責人表示，衝突中至少有兩人受傷，但未說明傷因。阿布哈茲衛生部則通報，有8人受傷送醫，其中7人在治療後出院。緊急服務部門後來更新數據，指至少有9人送院治療。
當抗議者逼近議會時，總統的貼身安保負責人現身，承諾將抗議者的訴求轉達給布扎尼亞。國家安全局局長德米特里·庫丘貝里亞和內政部長羅伯特·基特也試圖與抗議者展開對話。抗議者之後包圍了一系列政府建築，包括總統行政大樓。一位反對派領袖埃修·卡卡利亞表示，「布扎尼亞政府建築周邊地區已完全由抗議者掌控」，總統已與安保人員撤離行政大樓。他還指出，這場抗議是「阿布哈茲內部問題，完全由現政府的反人民政策引發」。有消息稱，議會議員也已撤離議會大樓。
在抗議者佔領政府多棟建築後，總統辦公室宣布，將撤回投資協議的相關議案，以緩解當前緊張局勢。然而，談判進展緩慢。反對派與多個公共組織成立「政治危機協調委員會」。議長拉沙·阿舒巴與議員前往國家安全局大樓與總統會談，討論代理領導人的候選人，以在舉行新總統選舉前過渡政府職務。政府方面提議由副總統巴德拉·貢巴接任，但反對派則希望由議長拉沙·阿舒巴或其他中立人選擔任。
儘管面對壓力，布扎尼亞聲明拒絕辭職。他表示，自己以及副總統、總理與政府成員「仍將留在阿布哈茲，繼續履職」。聲明發出後，反對派向布扎尼亞發出最後通牒，要求其在一小時內辭職。反對派代表、主權保護委員會領袖、阿布哈茲英雄萊萬·米卡表示：「如果布扎尼亞不辭職，我們將直接前往他所在的位置。」反對派議員坎·克瓦爾奇亞則補充道，反對派已完全終止與政府的談判，並準備「進一步擴大行動」。
據政府媒體報導，布扎尼亞隨後與安全部門召開會議。而反對派Telegram頻道則聲稱，布扎尼亞試圖召集安全委員會，並下令進攻政府建築，但遭到安全部門拒絕執行。

### 11月16日
總統辦公室發表聲明，澄清布扎尼亞目前人在家鄉塔米希，駁斥他發表講話後遷至俄軍基地的謠言。聲明同時指出，布扎尼亞並未簽署撤回投資協議批准案的文件。反對派協調委員會代表萊萬·米卡警告，如果布扎尼亞在早晨前未作出回應，議會將直接討論罷免他的提案。
早晨，布扎尼亞在塔米希與支持者會面。他表示，只要抗議者撤離蘇呼米的政府建築群，他願意辭職，並提名副總統巴德拉·貢巴為代理總統，自己則將參加提前總統選舉。然而，抗議群眾對此提議完全不買帳，堅決拒絕離開政府區域。反對派領袖再次呼籲大眾繼續堅守，直到布扎尼亞下台。領袖之一米卡還指出，11月15日的抗議活動吸引約5000人參加，並強調「每到夜晚，都有越來越多的人加入抗議」。

### 11月17日
總統布扎尼亞在塔米希與支持者堅守，他向塔斯社表示不會辭職，並指責反對派試圖發動「政變」。他指出，政府與反對派在各項議題上都無法達成妥協。
經協商後，抗議者將國防部部署在政府建築群周圍的軍用卡車歸還。一位反對派領袖在與代理國防部長別斯蘭·茨維納巴的會議上表示，軍事裝備應該用於保衛國家，而非用來對抗人民的不滿情緒。值得注意的是，抗議者此前正是用這些卡車撞破議會及總統府大門，進入建築內部。
抗議者還拆除政府建築群周邊的柵欄和障礙物，主權保護委員會代表萊萬·拉古拉表示，一段柵欄將保留作為象徵，上面掛有標語：「提醒未來的領導者，應該與人民站在一起，而不是築牆分隔。」
當天下午，布扎尼亞警告稱，抗議活動可能導致全國停電，他呼籲政府迅速解決供電問題。反對派領袖、「Aruaa」組織主席帖木兒·古利亞則表示，他們無法任由現狀繼續，因為他們考慮到人民和國家的未來。他還敦促公務員從週一起恢復工作，同時透露反對派將籌組臨時內閣來維持政府運作，並考慮保留部分現任部長。
晚上，議會議長拉沙·阿舒巴率領一組議員與索克拉特·金喬利亞領導的公共議會工作組進行會談，討論解決政治危機的合作方式，包括進行調解。專家指出，目前阿布哈茲的政治權力出現雙重政權：反對派掌控蘇呼米政府區，而總統則在塔米希控制全國。這種對峙局面下，雙方發生武裝衝突的可能性依然存在。

### 11月18日
11月17日至18日夜間，阿布哈茲國家電視廣播公司大樓附近發生槍擊事件。總統布扎尼亞的新聞發言人表示，有一群不明身份的人駕駛15輛車，對空開槍，當時該大樓內有工作人員，造成局勢緊張。另一版本的報導指出，開槍的是保安人員，他們開槍是為了自衛，目標是一些被認為是反對派人士的人，他們試圖控制電視台的播出。總統資訊中心後來聲明，局勢已經穩定，並且工作正常進行。儘管此次事件並未造成傷亡，但這被認為是此次危機中首次使用槍械的情況。
18日晚上，在議長拉沙·阿舒巴的主持下，政府和反對派的代表在國防部大樓進行直接談判。政府方的代表包括副總統巴德拉·貢巴、海關委員會主席奧塔爾·凱奇亞及公共議會成員大衛·皮利亞。反對派方面則由阿德古爾·阿爾津巴、坎·克瓦爾奇亞及萊萬·米卡參加。據報導，反對派已同意在總統布扎尼亞辭職後，由貢巴接任臨時總統，並希望與他討論一些其他問題。
此外，有報導稱，俄羅斯支持的「野戰師」，一支自2014年以來參與頓巴斯戰爭的民兵部隊，已被派往阿布哈茲，指揮官阿赫拉·阿維茲巴在Facebook上宣佈已經回到阿布哈茲。

### 11月19日
11月18日至19日凌晨，政府與反對派的談判結束，談判時間長達七個小時以上。談判結束後，布扎尼亞向議長拉沙·阿舒巴提交辭職信，並由他的新聞發言人公佈該文件的掃描件。然而，布扎尼亞威脅說，如果抗議者不撤離他們佔領的政府大樓，他將撤回辭職信。布扎尼亞的辭職信當天被阿布哈茲議會接受。隨著布扎尼亞的辭職，副總統巴德拉·貢巴成為臨時總統。總理亞歷山大·安克瓦布和國家保護服務局局長德米特里·德巴也隨之辭職。議會議長拉沙·阿舒巴表示，阿布哈茲將舉行提前總統選舉，並將確定選舉的具體日期。

## 後續
2024年11月28日，阿布哈茲人民議會宣布，將於2025年2月15日舉行新的總統選舉，當選人將在選舉結果公佈後的30天內宣誓就職。

## 反應
- 俄羅斯：在阿布哈茲議會遭襲後，俄羅斯外交部宣佈建議國民避免前往阿布哈茲，包括旅遊，並且提高警覺，避免接近動盪區域，若情況許可，應考慮離開該國。外交部發言人瑪麗亞·扎哈羅娃指出，阿布哈茲已陷入危機，並表示「俄方在不干涉阿布哈茲內部事務的前提下，期待局勢能夠通過和平的政治手段解決。同時，阿布哈茲的法律必須得到嚴格遵守，特別是在維護公共秩序方面[9][19][21][46]。」她還指責阿布哈茲反對派已經越過法律範圍，並「挑起局勢升級」[47]。

- 格鲁吉亚：總統薩洛梅·祖拉比什維利對這一局勢作出回應，譴責俄羅斯「加速推進吞併阿布哈茲」，並表示俄羅斯試圖在阿布哈茲推行「俄羅斯法律」，並表達對「抗議該法律的民間社會」的支持[48]。議會發言人沙爾瓦·帕普瓦什維利將當前的不穩定局勢歸咎於外國佔領及地區內失能的機構。他指出，「由佔領政權創造的灰色地帶，必定成為不穩定的根源」[49]。